# Gaztransport et Technigaz
Pour les articles homonymes, voir GTT.
Gaztransport et Technigaz (également désignée par le sigle GTT) est une société française d'ingénierie navale dont le siège est situé à Saint-Rémy-lès-Chevreuse (Yvelines). Issue de la fusion des entreprises Technigaz et Gaztransport, GTT est en 2014 le leader mondial de la fabrication de systèmes de confinement à membrane cryogénique pour le stockage et le transport en mer de gaz naturel liquéfié.
En 2012, la société occupe 95 % du marché de l'équipement en cuve de méthanier, celui-ci étant en très forte croissance.
GTT a développé plusieurs technologies qui permettent de maintenir le gaz naturel liquéfié (GNL) à une température de -163℃ afin qu'il reste liquide, entraînant ainsi un important gain de place et de poids pour les navires méthaniers.
Ses principaux clients sont les chantiers navals asiatiques avec 88,8 % de ventes enregistrées en Corée du Sud  (Hyundai Heavy Industries, Daewoo Shipbuilding & Marine Engineering et Samsung Heavy Industries)  et 7,7 % en Chine (Hudong-Zhonghua), puis 0,8 % en Russie, 0,8 % en Norvège (Vard) et 0,5 % en France (CMA-CGM) en 2020 .

## Histoire
Le groupe GTT  actuel est né du rachat en 1993 par la société Gaztransport de son concurrent français également concepteur de cuves à membrane Technigaz (alors appartenant au groupe Gazocean). La société GTT, cotée en bourse en 2014 a depuis fait l'acquisition de plusieurs sociétés de services dans l'industrie du gaz et de la data.

### Technigaz: 1963 à 1994
La société d'armateur Gazocean, fondée en 1957, décide de lancer une filiale chargée de développer une technique innovante de transport de GNL basée sur une membrane gaufrée imaginée initialement par Bo Bengsston. Technigaz (TGZ) est fondée en 1963.
La société donne naissance à son premier système de confinement Mark I qu'elle brevète en 1964. Elle installe ce système sur le tout premier navire méthanier-éthylénier français avec des cuves membrane, le Pythagore, pouvant transporter jusqu'à 630 m3 de gaz liquéfié est mis en service en juin 1964,. Technigaz l'utilise déjà à des fins expérimentales pour pouvoir développer la technologie.
Dans la même année, le 8 septembre 1964, sortant par les Ateliers et Chantiers de Seine-Maritime (Groupe Worms), le premier méthanier commercial français et l'un des tout premiers dans le monde, le Jules Verne, voit le jour avec un système de citernes, donc qui n'est pas un confinement à membranes. Opéré par Gazocean, le Jules Verne peut contenir dans ses 7 citernes un total jusqu'à 25 500 m3 de gaz liquéfié, soit 15 300 000 m3 en gaz naturel, pour une vitesse moyenne de 17 nœuds.
En 1983, la société Technigaz est cédée au groupe Amrep qui la cède à son tour.
| Navire    | Type                 | Mise en service | Chantier de construction | Capacité en m3 | Membrane |
| --------- | -------------------- | --------------- | ------------------------ | -------------- | -------- |
| Pythagore | Méthanier-éthylénier | 1964            | ACH (Le Havre)           | 630            | Mark I   |

### Gaztransport: 1965 à 1994
La découverte en 1959 des vastes gisements de méthane d’Hassi r’mel incite trois partenaires industriels Gaz de France, Worms et Cie et F.C.M. à créer en 1963 une SARL d’Études « GAZ TRANSPORT. pour rechercher une solution au transport par mer du méthane liquide. Une équipe menée par Pierre Jean est chargée de travailler sur une membrane cryogénique tapissée d'un film en Invar, un alliage de fer et de nickel qui présente la particularité d'avoir un coefficient de dilatation très faible. Un premier brevet est déposé en avril 1963 et donne lieu à de nombreux modèles d’essais au cours des deux années suivantes et un autre brevet en mars déposé en 1965.
La société Gaztransport est créée en 1965 à l'initiative d’Audy Gilles (responsable du groupe de travail)  , et immatriculée au registre du commerce et des sociétés le 10 janvier 1966.L'armateur Worms (actionnaire majoritaire à 51 %) décide de construire un navire expérimental, un propanier de 30 000 m3 de gaz liquéfié baptisé Hippolyte Worms, s’appuyant sur les brevets de Pierre Jean, et qui voit le jour en 1966 par les mêmes chantiers ACSM.
| Navire          | Type      | Mise en service | Chantier de construction | Capacité en m3 | Membranes |
| --------------- | --------- | --------------- | ------------------------ | -------------- | --------- |
| Hippolyte Worms | Propanier | 1965            | F.C.M.                   | 30 000         | NO        |

En 1986, l'actionnariat de Gaztransport évolue. GDF devient actionnaire majoritaire à 51 %, aux côtés de Total, 39 %, et de Worms qui conserve 10 %.

### OSE Engineering
OSE Engineering est une entreprise française spécialisée dans le domaine de l'ingénierie, se concentrant particulièrement sur l’intelligence numérique. rassemblant des experts en intelligence artificielle, informatique et modélisation & simulation en systèmes complexes.

### Le groupe GTT: 1994 à aujourd'hui
En 1994, GTT, Gaztransport et Technigaz, naît de la fusion des deux sociétés jusqu’alors rivales, Gaztransport et de la division opérationnelle maritime de Technigaz. GDF détient 40 % du capital, Total 30 %, Bouygues Offshore 30 % (lui-même racheté par Saipem en 2002 qui cède sa part à H&F Luxembourg en 2008).
En 2006, GTT retrouve des droits exclusifs sur la technologie portant sur le stockage terrestre qui avait été développée par Technigaz dans les années 1960 et avait fait l’objet d’un accord de licence à une filiale de Bouygues Offshore au milieu des années 1990.
Alors que les années 2000 laissent place à une évolution de la taille des méthaniers et des volumes de GNL transportés, une autre transformation s’opère avec l’essor d’une industrie gazière offshore. Le premier FLNG (Floating Liquefied natural Gas), Prelude, est commandé par Shell en 2011. Il présente une capacité deux fois supérieure à celle d’un méthanier standard. Au second trimestre, lancement de Mark III Flex, technologie qui contribue à réduire le taux d’évaporation du GNL durant son transport.
En 2012, GTT créée la société Cryovision, filiale de services. La même année voit le lancement de la technologie NO96 Evolution.
GTT est introduite en bourse le 27 février 2014, intégrant l'indice SBF 120 dès le mois de juin.
En 2013, une filiale GTT North America est créée à Houston (Texas), ainsi qu'un établissement GTT UK est ouvert au Royaume-Uni, destiné à la formation. GTT souhaite aussi fournir un service d’assistance 24/24h aux armateurs. Une Hotline baptisée Hears, est lancée.
Le 27 février 2014, GTT entre en Bourse à Paris. L'établissement nouvellement créé au Royaume-Uni se transforme en une filiale baptisée GTT Training Ltd. Temasek, la société d'investissement singapourienne, entre au capital en rachetant la participation résiduelle de Total (10,4 %). Coté sur le compartiment A d’Euronext Paris, GTT contribue aux indices SBF 120 et MSCI Small Cap.
GTT crée une filiale asiatique en 2015 à Singapour : South East Asia Pte.
Les deux premiers éthaniers de grande capacité (VLEC) équipés d’une technologie GTT voient le jour en 2016, ainsi que la première unité flottante de liquéfaction et stockage de GNL (FLNG).
GTT s'étant lancé dans les technologies de transport du gaz de pétrole liquéfié (GPL), limitées notamment par le fort risque d'explosivité, GTT lance sur le marché sa technologie dédiée MARS en 2017.
La même année, elle entre dans le monde du GNL carburant avec la commande de Hudong-Zhonghua et de CMA CGM pour la conception des réservoirs GNL des 9 plus gros porte-conteneurs jamais construits.
GTT investit dans le Smart Shipping (gestion de la flotte et de la performance énergétique) avec l'acquisition en 2018 de la société Ascenz (Singapour) et de la société islandaise Marorka en 2019.
Le chantier naval Vard commande également la même année la construction des cuves GNL du Commandant Charcot, le premier brise-glace de croisière propulsé au GNL.
La technologie NEXT1 (ou NextOne) est lancée en 2019. Ce système bénéficie à la fois des attributs de la technologie éprouvée NO96 et des avantages procurés par l’utilisation de panneaux isolants en mousse polyuréthane.
En 2020, GTT continue la diversification de ses activités avec :
- les solutions d'intelligence artificielle et d'analyse de données pour les procédés industriels, par l'acquisition de la société OSE Engineering[17].
- la production de l'hydrogène "vert" (produit à partir du méthane), par l'acquisition de la société Areva H2Gen, rebaptisée Elogen, spécialisée dans la conception et l’assemblage d’électrolyseurs PEM (membrane échangeuse de protons).

GTT livre en 2020 les premiers porte-conteneurs géants de CMA CGM propulsés au GNL, le CMA CGM Jacques Saadé.
En mai 2025, GTT annonce l'acquisition de Danelec, une entreprise danoise spécialisée dans les boîtes noires maritimes, pour 194 millions d'euros.

## Technologies de membrane
Tous les systèmes de confinement de GTT sont basés sur des membranes.
| Système         | Date première installation | Concepteur   | Premier navire équipé                   |
| --------------- | -------------------------- | ------------ | --------------------------------------- |
| Mark III        | 1993                       | Technigaz    | Arman Bintulu (18 900 m3)               |
| Mark I          | 1964                       | Technigaz    | Pythagore (630 m3)                      |
| NO82            | 1969                       | Gaztransport | SCF Polar - SCF Arctic (71 500 m3)      |
| NO85            | 1976                       | Gaztransport | LNG Lagos (122 300 m3)                  |
| NO88            | 1981                       | Gaztransport | Tenaga Empat - Tenaga Lima (130 000 m3) |
| NO96            | 1994                       | GTT          | Puteri Itan (130 200 m3)                |
| CS1             | 2006                       | GTT          |                                         |
| NO96 GW         | 2013                       | GTT          |                                         |
| Mark III Flex   | 2013 (lancée en 2011)      | GTT          |                                         |
| NO96 L03        | 2014                       | GTT          |                                         |
| NO96 L03+       | 2019                       | GTT          |                                         |
| Mark III Flex+  | 2019 (lancée en 2017)      | GTT          |                                         |
| NO96 Super+     | 2020                       | GTT          |                                         |
| Mars (pour GPL) | 2017                       | GTT          |                                         |
| Next1           | 2019                       | GTT          |                                         |

## Activités commerciales
Ses sources de revenus en 2021 se répartissent comme suit :
- perception de redevances (96,3 %) : revenus issus de la construction des méthaniers (89,1 % du CA 2020), des unités flottantes de stockage et de regazéification du GNL (6,3 %), des unités flottantes de production, de stockage et déchargement du GNL (1,1 %), des réservoirs terrestres de stockage du GNL (0,3 %), et autres (3,2 %) ;
- ventes de services (3,7 %) : services d'ingénierie, de conseil, de formation, d'assistance à la maintenance et de réalisation d'études techniques.

## Recherche industrielle et laboratoires
GTT comptabilise 61 dépôts de brevets pour 2021, notamment pour la protection de ses technologies vendues sous licence aux chantiers de construction.
La société dispose de ses propres laboratoires de recherche, d’essais et d’homologation sur son site de Saint-Rémy-lès-Chevreuse, où sont étudiées et analysées les propriétés thermiques et mécaniques, en particulier en conditions cryogéniques ou en vieillissement accéléré, de ses divers matériaux et sous-ensembles (mousses, métaux, colles, bois).
En particulier, un laboratoire d'études de mouvements liquides est destiné à l'étude de la houle sur les cuves.

## Controverses
En janvier 2016, la société annonce faire l'objet d'une enquête de l'autorité de la concurrence sud-coréenne (KFTC) concernant un éventuel abus de position dominante.

## Actionnaires
Au 31 juillet 2020, les principaux actionnaires de l'entreprise étaient[réf. nécessaire] :
| Nom                                 | Actions    | %      |
| ----------------------------------- | ---------- | ------ |
| ENGIE SA                            | 14 981 580 | 40,4 % |
| Norges Bank Investment Management   | 853 557    | 2,30 % |
| The Vanguard Group, Inc.            | 654 553    | 1,77 % |
| JPMorgan Asset Management (UK) Ltd. | 645 150    | 1,74 % |
| Invesco Advisers, Inc.              | 546 819    | 1,47 % |
| Henderson Global Investors Ltd.     | 307 310    | 0,83 % |
| BlackRock Fund Advisors             | 298 919    | 0,81 % |
| Dimensional Fund Advisors LP        | 288 266    | 0,78 % |
| BFT Investment Managers SA          | 282 000    | 0,76 % |
| Mellon Investments Corp.            | 269 148    | 0,73 % |

Depuis, ENGIE a réduit sa participation à 30,4 % en 2021, à 28,4 % en 2022, puis a acté sa sortie complète du capital en mars 2025.